# Parlamentní volby v Rakousku 1930
Parlamentní volby konané 9. listopadu 1930 byly v pořadí páté a taky poslední demokratické volby v období první Rakouské republiky. Z volebního vítězství se mohla radovat sociální demokracie, která ale nenašla žádného koaličního partnera. Druzí křesťanští sociálové po volbách obnovili staronovou koalici s nacionalisty z Velkoněmecké lidové strany a z Landbundu. Novým kancléřem se stal Otto Ender.
V roce 1933 došlo v Rakousku k rozpuštění parlamentu, ke kolapsu demokratického zřízení a nástupu austrofašistů k moci. V roce 1938 bylo Rakousko připojeno k nacistickému Německu a další demokratické volby se konaly až po druhé světové válce v roce 1945.

## Předcházející události
Po krvavém potlačení dělnických demonstrací ve Vídni v červenci 1927 dosáhla polovojenská organizace Heimwehr (česky Domobrana) výrazného vlivu na vládnoucí kruhy, tj. na křesťanské sociály. V září 1929 byla na její nátlak odvolána vláda kancléře Streeruwitze, která se pokoušela konstruktivně spolupracovat se sociálními demokraty. Novou vládu složil jako nestraník Johann Schober, bývalý vídeňský policejní prezident, který byl přímo zodpovědný za použití násilí během červencových nepokojů.
Nový kancléř k překvapení Heimwehru vedl zcela nezávislou politiku bez ohledů na jeho požadavky. Podařilo se mu zrušit placení rakouských reparací z první světové války a diplomaticky se sblížil s Itálií. Po spolupráci s částí sociálně demokratických poslanců dokonce prosadil změny v ústavě, ve které byla posílena pozice spolkového prezidenta. Požadavky nacionalistického Heimwehru ale nebyly vyslyšeny. Zklamaní nacionalisté složili v květnu 1930 tzv. Korneuburskou přísahu, ve které odmítli parlamentarismus s politickou soutěží a položili základy austrofašismu. Vládu nakonec potopila aféra spojená s výběrem generálního ředitele rakouských železnic. Pravým důvodem ale byla nervozita křesťanských sociálů ze stále silnějších koaličních partnerů, kteří by mohli v řádných volbách na jaře 1931 ubrat vládní straně velkou část hlasů. Předčasné volby měly zmírnit potenciální volební pád. Koaliční partneři (GDVP a L) politický kalkul prokoukli a odmítli pokračovat ve vládě. V září 1930 vznikla menšinová vláda kancléře Vaugoina z CS a zástupců Heimwehru, která zemi dovedla k předčasným volbám. Paradoxně Heimwehr sám porušil svou Korneuburskou přísahu, když se jeho členové začali podílet na vládě.

## Volby

### Volební kampaň
Po úmyslném položení vlády nepřipadalo v úvahu obnovení Jednotné kandidátky namířené proti sociálním demokratů, jak tomu bylo v předchozích volbách. Velkoněmecká lidová strana se spojila s Landbundem a pod vedením bývalého kancléře Schobera vznikl tzv. Národní hospodářský blok.
Křesťansko-sociální strana se pokusila spojit s Heimwehrem. Ten sice neměl s vysokou politikou žádné zkušenosti, ale rozhodl se jít do voleb samostatně. Narychlo vzniklo jeho politické křídlo tzv. Heimatblock. Vedení strany, které se ještě v květnu 1930 chovalo zcela protisystémově, muselo složitě vysvětlit členům, proč se mají proaktivně účastnit voleb. Lokální buňky ve Vídni, Dolních Rakousích a Burgenlandu nakonec raději kandidovaly společně s křesťanskými sociály. Členové ve Vorarlbersku zůstali věrní přísaze a vůbec se politicky neangažovali.
Sociální demokraté v kampani využili již rok probíhající Velké hospodářské krize. Volali po zavedení dávek v nezaměstnanosti a ochraně práv nájemců. Předhazovali vládnoucím politikům špatnou ekonomickou situaci a jejich pochybná propojení s bankami, státní železnicí a průmyslem. Sami varovali před blížící se občanskou válkou a vyzvali k obecnému odzbrojení.

### Volební výsledky

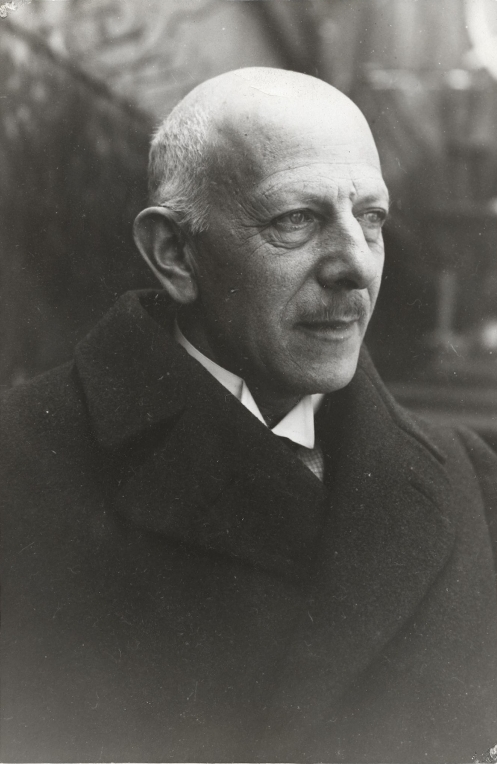
Nový kancléř Otto Ender

Volby skončily vítězstvím sociálních demokratů, kteří si na rozdíl od křesťanských sociálů udrželi své pozice. Vládní strana i přes částečné spojení s Heimwehrem ztratila 19 mandátů a poprvé od roku 1920 se jí nepodařilo volby vyhrát. Spojení Velkoněmecké lidové strany a Landbundu v Národně ekonomický blok neznamenal sice žádný průlom, ale strany si téměř udržely stejný počet mandátů jako v předchozích volbách. Politická odnož Heimwehru, Heimatblock, získala 8 mandátů za 6,2% hlasů.
| Politická strana | Politická strana                                       | Hlasy v % (změna) | Hlasy v % (změna) | Mandáty (změna) | Mandáty (změna) |
| ---------------- | ------------------------------------------------------ | ----------------- | ----------------- | --------------- | --------------- |
|                  | Sociálně demokratická dělnická strana Rakouska (SDAPÖ) | 41,1              | ▼ −1,1            | 72              | ▲ +1            |
|                  | Křesťansko-sociální strana (CS)                        | 35,7              | ▼ -12,4           | 66              | ▼ -19           |
|                  | Národně ekonomický blok (GDVP + L)                     | 11,6              | nová              | 19              | ▼ -2            |
|                  | Heimatblock                                            | 6,2               | nová              | 8               | nová            |
|                  | Národně socialistická německá dělnická strana (NSDAP)  | 3,0               | ▲ +2,2            | 0               | 0               |
|                  | ostatní                                                | 2,4               | -                 | 0               | 0               |
| Celkem           | Celkem                                                 | 100,0             |                   | 165             | 0               |

## Sestavování vlády
Sociální demokraté sice vyhráli volby, ale byli zcela bez potenciálních koaličních partnerů a opět skončili v opozici. Křesťanští sociálové začali koaliční jednání se nacionalistickým blokem Velkoněmecké strany a Landbundu o obnově staronové koaliční vlády. Vedoucí osoba nacionalistů bývalý kancléř Schober odmítl jakékoliv jednání pod vedením kancléře Vaugoina. Ten byl odolán a kancléřství bylo nabídnuto Ottu Enderovi, hejtmanu Vorarlberska. Nabídka byla přijata a kancléř následně obnovil koalici křesťanských sociálů s Velkoněmeckou stranou a Landbundem. Schober se stal vicekancléřem, Vaugoin ministrem obrany, Landbund dosadil svého člověka na ministerstvo vnitra a Velkoněmci získali ministerstvo spravedlnosti.

## Následné události
V březnu 1933 nechal kancléř Dollfuß rozpustil parlament. Postupně byly na jeho popud zakázány všechny levicové politické strany a ty pravicové se musely sloučit do Vlastenecké fronty. Rakousko se vydalo celou austrofašismu a vznikl tzv. Rakouský stát. V roce 1938 jeho existenci ukončili nacisté připojením Rakouska k Třetí říši. Další demokratické volby se konaly v Rakousku až po ukončení druhé světové války v roce 1945.